# Quỹ Phần mềm Tự do
Quỹ Phần mềm Tự do hay Tổ chức Phần mềm Tự do (tiếng Anh: Free Software Foundation, viết tắt FSF) là một tổ chức phi lợi nhuận do Richard Stallman thành lập ngày 4 tháng 10 năm 1985 để hỗ trợ phong trào phần mềm tự do, phong trào này sử dụng copyleft để đẩy mạnh tự do tạo, phân phối, và sửa đổi phần mềm máy tính, với ưu tiên của tổ chức về phần mềm được phân phối theo các điều khoản copyleft ("chia sẻ tương tự"), chẳng hạn như với GNU General Public License của họ. FSF thành lập và có trụ sở tại Boston, Massachusetts, Hoa Kỳ.
Từ lúc sáng lập cho đến giữa thập niên 1990, phần lớn ngân quỹ của FSF dùng để thuê lập trình viên để phát triển phần mềm tự do trong Dự án GNU. Sau đó, phần nhiều nhân viên và người tình nguyện của FSF cung cấp dịch vụ luật pháp và hậu cần logistics cho cộng đồng phần mềm tự do.
Bám sát những mục tiêu của mình, chỉ phần mềm tự do được dùng trong những máy của FSF.

## Lịch sử
Quỹ Phần mềm Tự do được thành lập năm 1985 với tư cách là một tổ chức phi lợi nhuận hỗ trợ phát triển phần mềm tự do. Nó tiếp tục các dự án GNU hiện có như bán sách hướng dẫn và băng, và thuê các nhà phát triển hệ thống phần mềm tự do. Kể từ đó, nó đã tiếp tục các hoạt động này, cũng như ủng hộ cho phong trào phần mềm tự do.  FSF cũng là người quản lý một số giấy phép phần mềm tự do, có nghĩa là nó xuất bản chúng và có khả năng thực hiện các sửa đổi nếu cần.
FSF giữ bản quyền trên nhiều phần của hệ thống GNU, chẳng hạn như GNU Compiler Collection. Là chủ sở hữu của các bản quyền này, họ có quyền thực thi các yêu cầu copyleft của GNU General Public License (GPL) khi vi phạm bản quyền xảy ra trên phần mềm đó.
Từ năm 1991 đến năm 2001, việc thực thi GPL được thực hiện một cách không chính thức, thường là bởi chính Stallman, thường với sự trợ giúp của luật sư của FSF, Eben Moglen. Thông thường, các vi phạm GPL trong thời gian này đã được xóa sổ bằng các trao đổi email ngắn giữa Stallman và kẻ vi phạm. Vì lợi ích của việc thúc đẩy sự quyết đoán copyleft của các công ty phần mềm đến mức mà FSF đã làm, năm 2004 Harald Welte đã đưa ra gpl-violations.org.
Cuối năm 2001, Bradley M. Kuhn (sau đó là giám đốc điều hành), với sự hỗ trợ của Moglen, David Turner và Peter T. Brown, đã chính thức hóa những nỗ lực này vào FSF's GPL Compliance Labs. Từ 2002-2004, các trường hợp thực thi GPL cao cấp, chẳng hạn như các trường hợp chống lại Linksys và OpenTV, đã trở nên thường xuyên.
Chiến dịch thực thi GPL và các chiến dịch giáo dục về tuân thủ GPL là trọng tâm chính của những nỗ lực của FSF trong giai đoạn này.
Vào tháng 3 năm 2003, SCO đã đệ trình vụ kiện chống lại IBM cáo buộc rằng những đóng góp của IBM đối với các phần mềm tự do khác nhau, bao gồm cả GNU của FSF, đã vi phạm quyền của SCO. Trong khi FSF không bao giờ là một bên trong vụ kiện, FSF đã được triệu tập vào ngày 5/11/2003. Trong năm 2003 và 2004, FSF FSF nỗ lực vận động đáng kể vào ứng phó với các vụ kiện và dẹp yên tác động tiêu cực của nó đối với việc áp dụng và phát huy phần mềm tự do.
Từ năm 2003 đến 2005, FSF đã tổ chức các hội thảo pháp lý để giải thích về GPL và luật xung quanh. Thường được giảng dạy bởi Bradley M. Kuhn và Daniel Ravicher, các cuộc hội thảo này cung cấp tín dụng CLE và là nỗ lực đầu tiên để cung cấp giáo dục pháp lý chính thức về GPL.
Trong năm 2007, FSF đã xuất bản phiên bản thứ ba của Giấy phép Công cộng GNU sau khi đầu vào bên ngoài có ý nghĩa.
Tháng 12 năm 2008, FSF đã đệ đơn kiện Cisco về việc sử dụng các thành phần được cấp phép GPL được đóng gói trong các sản phẩm của Linksys. Cisco đã được thông báo về vấn đề cấp phép vào năm 2003 nhưng Cisco liên tục bỏ qua các nghĩa vụ của mình theo GPL. Tháng 5 năm 2009, FSF đã từ bỏ vụ kiện khi Cisco đồng ý đóng góp tiền cho FSF và chỉ định một Giám đốc phần mềm tự do để tiến hành đánh giá liên tục các thực tiễn tuân thủ giấy phép của công ty.

## Sự công nhận
Phong trào phần mềm tự do đã được công nhận là một phong trào văn hóa toàn cầu, và Quỹ Phần mềm Tự do đã được công nhận là người chơi trong ngành phần mềm, xuất bản, kinh tế học, luật học, chính trị và các lĩnh vực văn hóa khác.
Những cá nhân và ngành công nghiệp chính đã đưa ra những đề cập và giải thưởng vinh dự bao gồm:
- 2001: GNU Project nhận giải thưởng USENIX Lifetime Achievement Award cho "sự phổ biến, bề rộng và chất lượng của phần mềm có thể phân phối lại và có thể sửa đổi miễn phí của nó, đã cho phép một thế hệ nghiên cứu và phát triển thương mại".[26]
- 2005: Prix Ars Electronica Award of Distinction trong hạng mục "Cộng đồng kỹ thuật số"[27][28]